# Léon Achard
Pour les articles homonymes, voir Achard.
Léon Achard, né à Lyon le 16 février 1831 et mort à Paris le 10 juillet 1905, est un ténor français. Il est le fils de l'acteur Pierre-Frédéric Achard et l'oncle de Marguerite Achard harpiste compositrice

## Biographie
Léon Achard est le fils de Pierre-Frédéric Achard, modeste canut devenu artiste s'étant illustré dans le monde du théâtre. Il fait ses études dans un grand lycée parisien, Louis-le-Grand ou Henri IV, puis poursuit des études de droit à la faculté de Paris où il est licencié.  Léon entre alors chez un avoué, tout en suivant des cours au Conservatoire. Après un an, en 1854,  il obtient le premier prix de chant et le premier prix d'opéra comique.
Léon Achard entre alors au Théâtre-Lyrique, alors dirigé par Léon Carvalho. Il y interprète Tobias, aux côtés de Pauline Lauters, dans le Billet de Marguerite de Gevaert, pièce créée le 7 octobre 1854. Il chante ensuite dans les Charmeurs de Ferdinand Poise, le Muletier de Tolède d'Adolphe Adam,  les Compagnons de la Marjolaine d' Aristide Hignard, et le Barbier de Séville. À la mort de son père, en 1856, il quitte la scène pour s'occuper de ses affaires, mais il y revient dès 1857 à Lyon, puis à Paris.
Il épouse, en 1864, Eugènie Adélaïde Fanny Lepoittevin, fille du peintre Eugène Lepoittevin.